# Mäntelhaus Kaiser

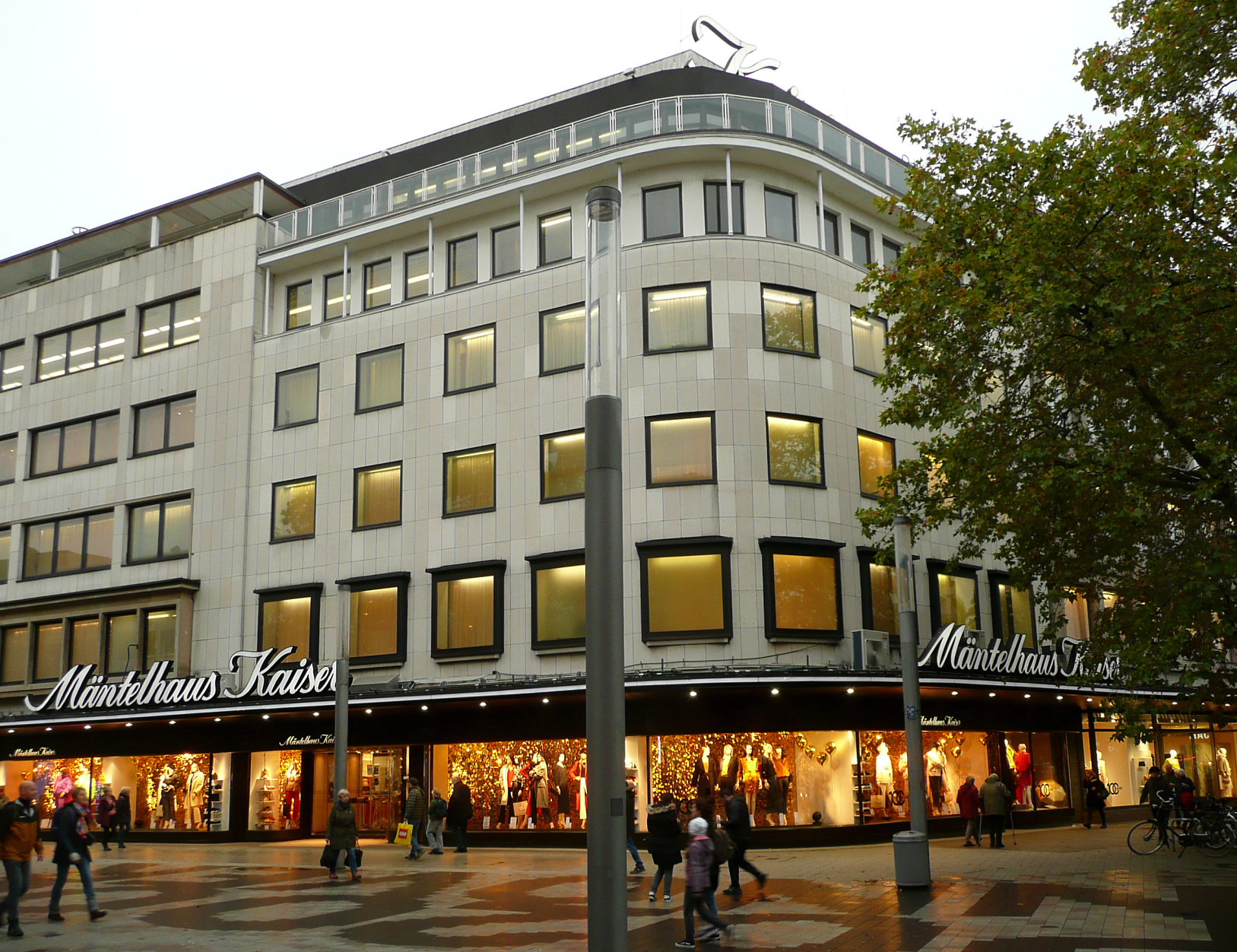
Mäntelhaus Kaiser

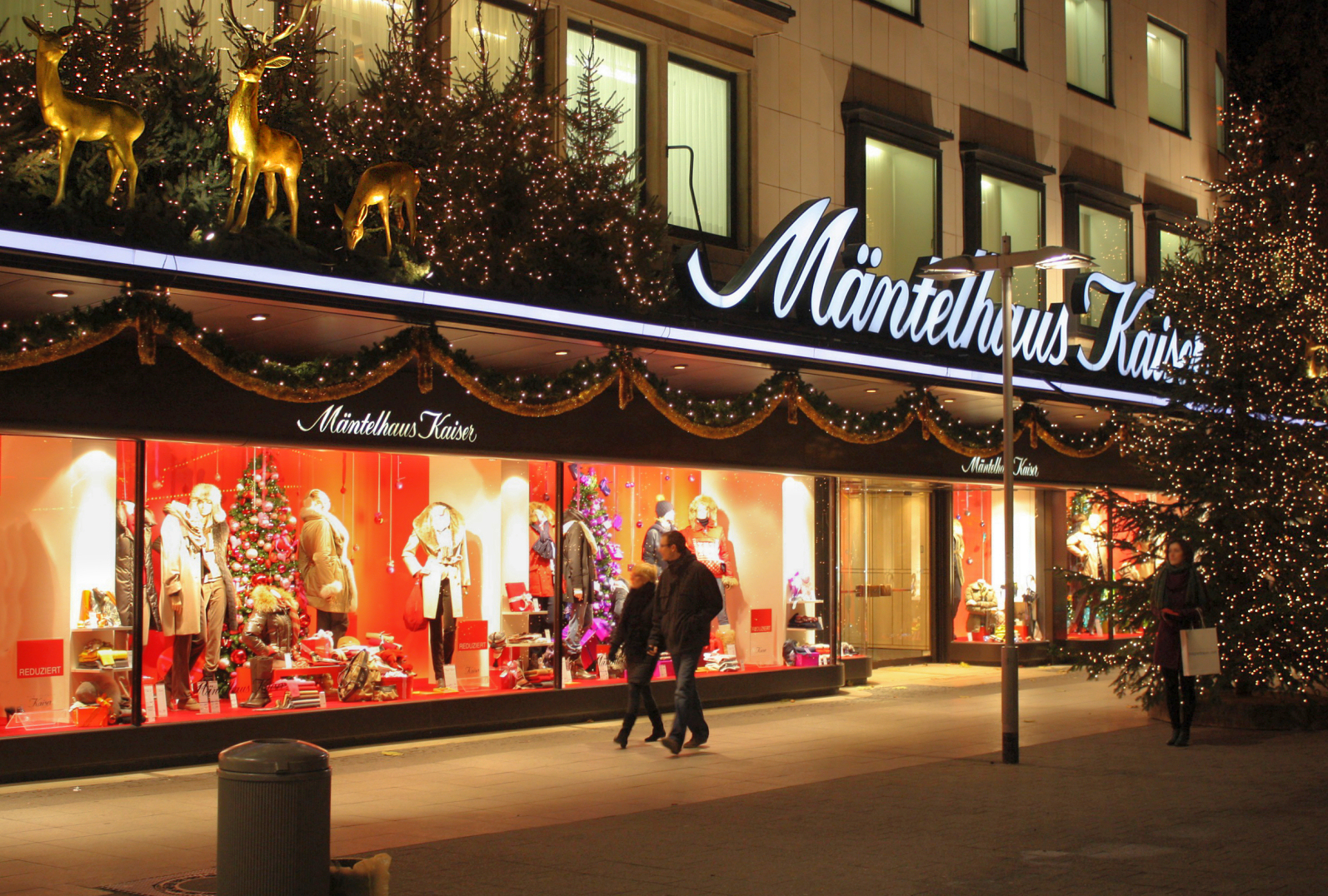
Schaufensterfront mit Weihnachtsdekoration, 2011

Das Mäntelhaus Kaiser ist ein Kaufhaus für Bekleidung in der Innenstadt von Hannover.
Das Unternehmen wurde vom Kaufmann Hugo Kaiser (1890–1971) und dem Dekorateur Schrepp während der Hyperinflation im Jahr 1923 gegründet. Kaiser war mit zehn Geschwistern in Olpe aufgewachsen und hatte eine Kaufmannslehre in Wilhelmshaven absolviert. Anschließend war er Abteilungsleiter bei Karstadt in Hannover. 1923 machte er sich mit dem Chefdekorateur von Karstadt selbstständig und bezog in der Karmarschstraße eine freistehende Etage über der Parfümerie Liebe. Der Laden hieß zunächst Kaiser & Schrepp und war ein Spezialgeschäft für Mäntel und Kostüme. Bereits 1924 schied der Teilhaber Schrepp aus und das Geschäft firmiert seither unter Mäntelhaus Kaiser. Bis zum Zweiten Weltkrieg stieg die Mitarbeiterzahl auf 160 an und die Geschäftsräumlichkeiten wurden auf mehrere Etagen sowie ein Nachbargebäude ausgeweitet. Beim schwersten Luftangriff auf Hannover wurde der Firmensitz am 9. Oktober 1943 zerstört. Danach ging der Verkauf an anderer Stelle behelfsmäßig weiter. 1949 wurde der Laden an der Karmarschstraße wieder eröffnet. 1953 wurde das heutige Verkaufsgebäude als Neubau an der Ecke Karmarschstraße/Osterstraße fertiggestellt. In den 1980er Jahren erfolgten Verkaufsflächenerweiterungen auf 5000 m² mit Verkauf auf vier Etagen.

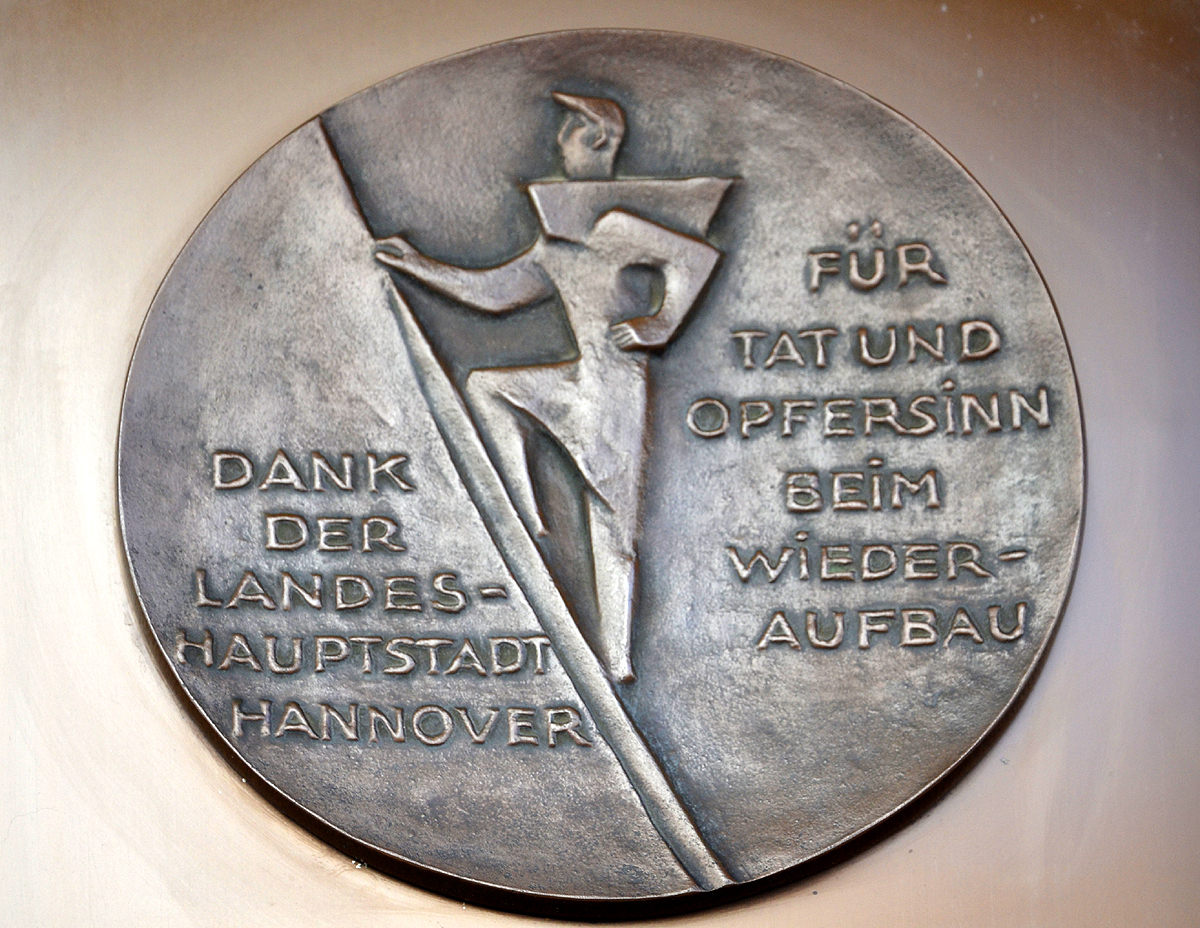
Plakette am Firmengebäude für „Tat und Opfersinn beim Wiederaufbau“

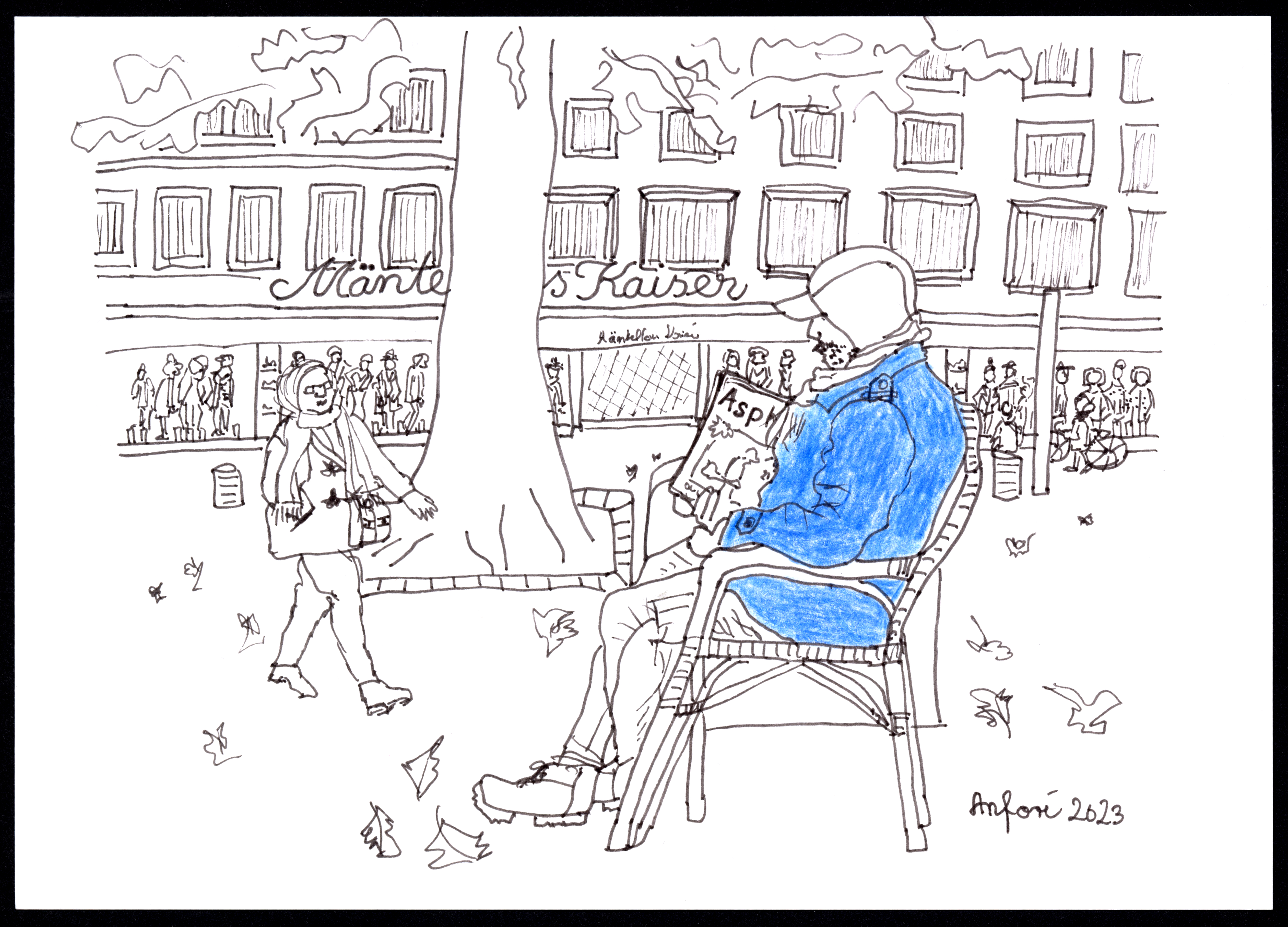
Straßenverkäufer des Asphalt-Magazins vor dem Gebäude;
im Winter 2023

In der Nachkriegszeit überließ der Firmeninhaber Hugo Kaiser im Rahmen der Aufbaugemeinschaft Hannover der Stadt unentgeltlich einen Teil seines Grundbesitzes für die Verbreiterung der Karmarschstraße. Dafür wurde er mit einer noch heute am Kaufhaus angebrachten Plakette geehrt. Sie trägt die Aufschrift:
„Dank der Landeshauptstadt Hannover für Tat und Opfersinn beim Wiederaufbau“
Das Geschäft avancierte im Laufe der Zeit zu einem führenden Haus für Damenbekleidung mit den Schwerpunkten Blusen, Cocktailmode, Jacken, Kostüme und Strickwaren. Mit rund 150 Beschäftigten zählt es heute zu den größten Häusern für Damenoberbekleidung in Deutschland. Es ist eines der wenigen verbliebenen Traditionsunternehmen in Hannover. Geführt wurde das Familienunternehmen seit 1974 in dritter Generation von Claus Schlenz, einem Enkel des Firmengründers. Mangels familiärem Nachfolger wurde das Haus am 30. Juni 2025 an den österreichischen Modeunternehmer Peter Graf verkauft. 
Damit wird das Mäntelhaus Kaiser Teil einer Gruppe um den deutschen Damenmoden-Filialisten AppelrathCüpper und dem Multibrand-Konzept Hämmerle in Österreich.